# نيكي وليامز
نيكي وليامز (بالإنجليزية: Nikki Williams)‏ هي مغنية وكاتبة غنائية جنوب أفريقية، ولدت في 9 نوفمبر 1988 في بورت إليزابيث في جنوب أفريقيا.

## وصلات خارجية
- نيكي وليامز على موقع IMDb (الإنجليزية)
- نيكي وليامز على موقع ميوزك برينز (الإنجليزية)